# Međunarodna zračna luka Princeza Julijana
Međunarodna zračna luka Princeza Julijana je zračna luka u Zemlji Svetom Martinu, na nizozemskoj strani otoka Svetog Martina. Služi kao glavna zračna luka otoka koja može zaprimiti i velike zrakoplove kao što su Boeing 747, Airbus A340, i McDonnell Douglas MD-11. Ova zračna luka poznata je i posebna po vrlo kratkoj pisti i položaju između plaže i brda. Zbog fascinantnog slijetanja, turisti često fotografiraju dolazak velikih zrakoplova koji za samo nekoliko metara prelijeću kupače na plaži Maho.